# Abu Auda
Abu Auda (arab. ‏أبو عودة‎) – najwyższe wzniesienie w Strefie Gazy (Autonomia Palestyńska), położone niedaleko Portu lotniczego Jaser Arafat.